# بخش کنیاکماری
بخش کنیاکماری (به انگلیسی: Kanyakumari district) یک بخش در هند است که در تامیل نادو واقع شده‌است. بخش کنیاکماری ۱٬۶۸۴ کیلومتر مربع مساحت و ۱٬۸۷۰٬۳۷۴ نفر جمعیت دارد.